# Ситниково (Вологодская область)
Ситниково — деревня в Грязовецком районе Вологодской области.
Входит в состав Ростиловского муниципального образования, с точки зрения административно-территориального деления — в Ростиловский сельсовет.
Расстояние по автодороге до районного центра Грязовца — 15 км, до центра муниципального образования Ростилово — 10 км. Ближайшие населённые пункты — Обнорская Слобода, Сопелкино, Кебас.
По переписи 2002 года население — 5 человек.